# شیزویشان
شیزویشان (به لاتین: Shizuishan) یک شهر مرکزی در جمهوری خلق چین است که در نینگ‌شیا واقع شده‌است. شیزویشان ۷۳۰٬۴۰۰ نفر جمعیت دارد.

## خواهرخوانده
شهر هامادا خواهرخواندهٔ شیزویشان هست.